# Sambeng (Pituruh)
Sambeng is een bestuurslaag in het regentschap Purworejo van de provincie Midden-Java, Indonesië. Sambeng telt 383 inwoners (volkstelling 2010).